# Análise de composição de custo

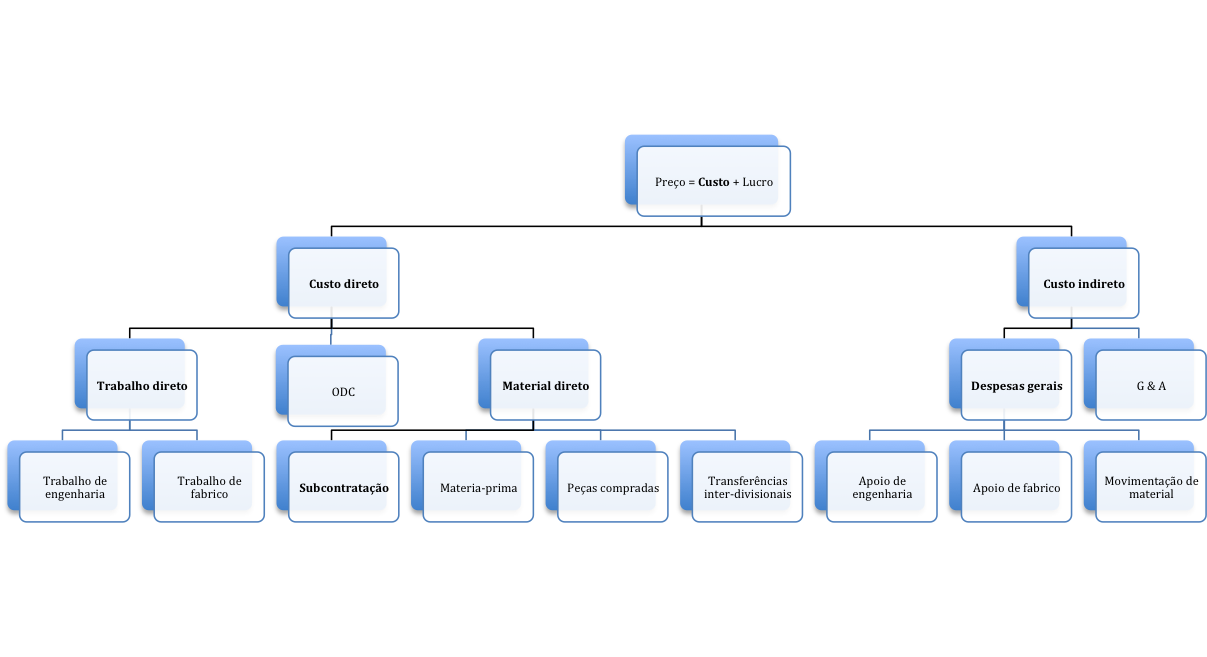
Componentes do preço. Imagem em forma modificada de Garrett (2008), figura 4-1, p.65

Na economia empresarial, a análise de composição de custos é um método de análise de custo, que relaciona o custo de um determinado produto ou serviço nas suas diferentes componentes, os chamados geradores de custo (Cost Driver). A análise de composição de custos é uma estratégia de redução de custos popular e uma oportunidade viável para as empresas.
O preço de um produto ou serviço é definido como o custo mais o lucro, ao passo que o custo pode ser dividido ainda mais: em custo direto e custo indireto. Como uma empresa tem quase nenhuma influencia no custo indireto, uma análise de composição de custos orientada para a redução de custos se concentra principalmente em fatores que contribuem para o custo direto. Os fatores mais comuns entre os custos diretos são de trabalho, matérias-primas e de subcontratação. Estes são aspectos de negócio, sobre as quais a empresa tem controle direto e que, por sua vez, permite a empresa a identificar maneiras de economizar despesas através da aplicação correta de uma análise de composição de custos.
As empresas também podem combinar esta estratégia com uma análise da cadeia de valor, o que permite previsões de preços e, consequentemente, respostas mais rápidas às mudanças do mercado.

## Tipos de custo

### Trabalho
Os custos de trabalho são custos diretos, ou seja, eles podem ser identificados entre o custo total e atribuídos a um objetivo de custo particular. Os custos do trabalho são definidos por categorias (por exemplo, de trabalho de serviços de trabalho de fabricação), a atribuição de uma taxa de trabalho para cada categoria, bem como o número de horas de trabalho. Devido à sua identificabilidade, trabalho tipicamente é um fator muito importante na esperança de redução de custos.

### Material
Os custos dos materiais incluem tudo o que está ligado a materiais que são adquiridos pela empresa, seja de matérias-primas, peças e componentes, ou materiais de fabricação. As despesas de seguro e de transporte também podem ser contabilizados como custos de material. Contabilidade separa o material direto de material indireto através da definição de material direto como tendo apenas um objetivo específico, enquanto material de custo indireto pode ter vários objetivos de custo.

### Os custos de conversão
Os custos de conversão cobrem custos que estão envolvidos no processamento de matérias-primas para um produto acabado, tais como manufatura, serviços públicos e os custos de manutenção.

### Logística
Os custos envolvidos com a logística podem ser divididos até em subcategorias, que consideram principalmente desembaraço aduaneiro, transporte, armazenagem e distribuição. Cada sub-determinante é influenciada por diversos fatores, ou seja, por exemplo, os custos de desalfandegamento dependem de políticas aduaneiras do respectivo país importador.

### Subcontratação
Custos de subcontratação envolvem todas as despesas ligadas à subcontratação, ou seja, a terceirização de obrigações contratuais a um terceiro. Custos de subcontratação são geralmente tratados como custos diretos para a empresa.

### Despesas gerais
Despesas gerais são despesas de negócio em curso, que não podem ser atribuídos diretamente a uma unidade de custo particular, razão pela qual eles pertencem aos custos ocultos. Apesar de não criar lucros diretamente, elas ainda contribuem para as atividades de negócios em curso. Despesas gerais podem ser, por exemplo, carros da empresa. Comprar um carro da empresa e mantê-la é uma despesa da empresa o que primeiro não é rentável. No entanto, um carro da empresa é visto como um ativo e os empregados podem usar o carro para ir a reuniões ou para executar recados, de modo que o carro da empresa, eventualmente, acaba por ser um bom investimento. Outro exemplo de despesas gerais é o orçamento dedicado para viagens de entretenimento. Essas despesas não criam lucro direto, mas ainda são vitais para a empresa e a satisfação dos empregados.

## Exemplos
Os exemplos a seguir incluem números imaginários, falta complexidade em relação aos fatores de custo e são utilizadas apenas para apresentar o método de análise da composição de custos. Transporte e caixas de papelão ondulado são exemplos muito ilustrativos, pois permitem uma repartição do custo bem simples para ver os fatores de custo individuais.

### Transporte
A fim de realizar a análise de composição de custos, o ponto de partida é examinar os vários fatores de custo do produto ou serviço que está sendo analisado. Quando discriminando os custos de transporte, resulta uma lista simplificada de seis fatores de custo, a saber:
1. Pessoal (por exemplo motorista)
2. Combustível (diesel / gasolina)
3. Pneus
4. Manutenção
5. Portagens
6. Outros custos de logística

Os indicadores que foram identificados são alocados porcentagens e numa análise de composição de custos detalhada, esses indicadores deveriam acrescentar-se pertinho de 100%. Este processo requer uma análise aprofundada das despesas da empresa.
| Gerador de custo       | % de custo total |
| ---------------------- | ---------------- |
| Combustível            | 42%              |
| Pessoal                | 35%              |
| Energia elétrica       | 11%              |
| Manutenção             | 6%               |
| Pneus                  | 5%               |
| Lubrificação e lavagem | 1%               |
| TOTAL                  | 100%             |

Para simplificar, estas porcentagens aleatórias foram designados para os seis factores de custo de transporte do exemplo. Após esta etapa, os geradores de custo serão analisados, enquanto a empresa (ou a agência externa) tenta examinar as possibilidades de reduzir as despesas correntes. O negócio poderia achar demasiado gastar 42% dos custos totais para combustível e por isso ou querer outro fornecedor ou mudar para caminhões mais eficientes. A análise de composição de custos é ainda mais eficaz se repetida constantemente, de modo que mudanças do valor dos vários fatores de custo podem ser rastreados no custo total. Ao longo de um período de cinco anos, a participação das despesas de pneus poderia ter aumentado de 5% a 8%, acompanhada por uma diminuição das despesas com pessoal de 35% para 32%, que resulta em demissão de trabalhadores. A empresa poderia considerar a contratação de um fornecedor de pneus mais barato e reempregar pessoal.

### Caixas de papelão ondulado
O segundo exemplo deriva da indústria de embalagens (para informações mais detalhadas sobre os mercados de embalagem, veja o exemplo do mercado brasileiro de embalagens). Caixas de papelão ondulado (caixas de embalagens de papelão ondulado) são, em parte, feito de material novo e de material reciclado, e aparecem na tabela de papelão ondulado e de papelão ondulado reciclado. O terceiro maior determinante que impulsiona os custos de caixas de papelão ondulado é a renda nominal média da população. Além dos materiais, deve calcular despesas para serviços públicos (aqui só energia elétrica) e para envio.
| Gerador de custo      | % de custo total |
| --------------------- | ---------------- |
| Papelão ondulado      | 44%              |
| P. ondulado reciclado | 26%              |
| Renda nominal         | 21%              |
| Energia elétrica      | 6%               |
| Taxas de envio        | 3%               |
| TOTAL                 | 100%             |

## Outros instrumentos de análise

### Análise tear down
Outro método de analisar os custos é a análise tear down (inglês: derrubar). A diferença para a análise de composição de custos é que análises tear down sabem examinar só produtos. Isto porque derrubar é literal, como os produtos são desmontados. Desmontando o produto, os vários componentes de um produto serão separados e o valor dos componentes físicos é examinado para controlar se o valor do produto corresponde ou excede o valor das peças.

### Estimativa paramétrica
A estimativa paramétrica utiliza modelos matemáticos para fazer previsões confiáveis e lógicas entre um objetivo de custo e os seus custos resultantes. A estimativa paramétrica (também chamada de fórmulas paramétricas) é uma representação matemática das relações de custo, que proporcionam uma correlação lógica e previsível entre as características físicas ou funcionais de um projeto e seu custo resultante.

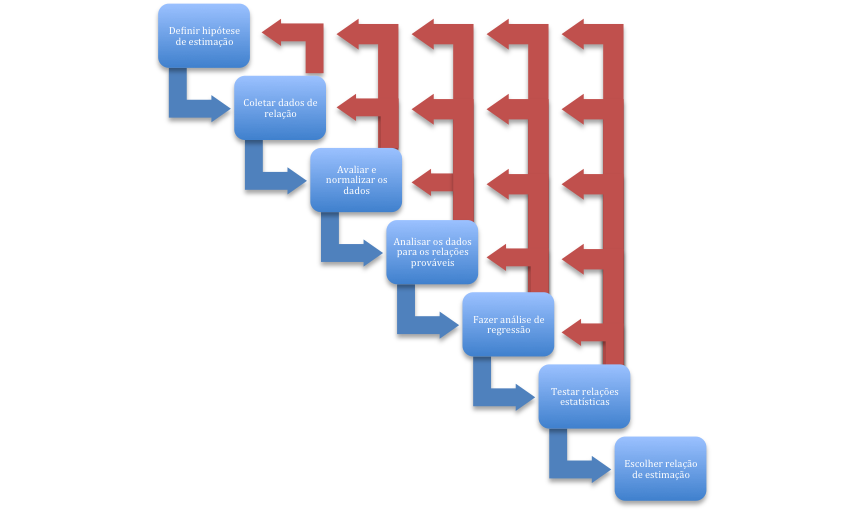
Estimativa paramétrica. Imagem em forma modificada de NASA (2015)

No modelo matemático, as variáveis dependentes (custo) estão a ser regredida sobre as variáveis independentes (condutores de custo), que são características físicas, operacionais ou desempenho, que são associadas ao projeto a ser estimado. Procurando resultados ótimos, precisa-se examinar o mais condutores de custo possível. Além disso, este tipo de análise faz uso de coleta de dados a longo prazo, ou seja, a fim de criar modelos confiáveis de relacionamento de custo, precisa-se dados históricos e estruturas que também são aplicáveis ao novo projeto de previsão de custos. Vários fatores devem ser considerados, a fim de determinar se é ou não a estrutura utilizada anteriormente permanece aplicável ao novo projeto. Trata-se, por exemplo, da tecnologia utilizada no processo de produção ou serviço, bem como mudanças no quadro legal.
Admiradores da técnica paramétrica estimativa elogiam cinco vantagens a outros métodos de previsão de custos:
1. Eficiência: a estimativa paramétrica requer menos tempo e menor grau de definição do projeto para apoiar as estimativas.

1. Objetividade: o método faz uso de algoritmos que usam entrada quantitativa e produzem saída quantitativa também. Assim, os custos são compreensíveis.

1. Consistência: se dois estimadores usar o mesmo conjunto de dados, eles conseguiriam os mesmos resultados. Além disso, estimativa paramétrica utiliza documentação estimativa consistente.

1. Flexibilidade: a fim de ajustar os modelos flexíveis utilizados na estimativa paramétrica, pode-se reagir a alterações do design de investigação.

1. Defensabilidade: indicadores de relação estatística como o RSQ fornecem validade para as estimativas produzidas pelo modelo.